# Gouvernement Drew
Fédération de  Saint-Christophe-et-Niévès
Harris II 
Le Gouvernement Drew (en anglais : Drew Ministry) est le gouvernement fédéral de Saint-Christophe-et-Niévès depuis le 6 août 2022, sous la 10e législature de l'Assemblée nationale.

## Formation
Les élections législatives de 2022 conduisent à la défaite des anciens membres de la coalition « Équipe unité » à la suite de leur division dans le cadre du scrutin majoritaire à un tour, et d'une montée du Parti travailliste (SKNLP). Ce dernier remporte une nette victoire avec six sièges sur onze élus, tous remportés dans les circonscriptions de Saint-Christophe, tandis que le Mouvement des citoyens conscients conserve les trois circonscriptions de Niévès. L'ancien Premier ministre Denzil Douglas, qui avait laissé la tête du SKNLP à Terrance Drew en 2021, conserve notamment son siège de député. La défaite est sévère pour le Mouvement d'action populaire (PAM) et le Parti travailliste du peuple (PLP). Shawn Richards est ainsi le seul député sortant du PAM à conserver son siège, tout comme Timothy Harris pour le PLP. C'est la première fois depuis 2004 que le PAM ne détient plus qu'un seul siège, tandis que sa part des voix, 16,23 %, est la plus basse jamais obtenue par le parti,.
Cette victoire du SKNLP permet à son dirigeant Terrance Drew de devenir Premier ministre. Il prête serment le 6 août 2022. Les membres de son gouvernement sont assermentés le 15 août 2022.

## Composition actuelle
Composition du gouvernement au 15 août 2022,:

### Premier ministre
- Premier ministre et ministre des Finances, de la Sécurité nationale, de la Citoyenneté et de l'Immigration, de la Santé et de la Sécurité sociale : Terrance Drew

### Ministres
| Titre | Titulaire             |
| --- | --------------------- |
| Vice-Premier ministre et ministre de l'Éducation, de la Jeunesse, du Développement social, du Genre, du Vieillissement et du Handicap          | Geoffrey Hanley       |
| Ministre des Affaires étrangères, du Développement économique, du Commerce international, des Investissements et de l'Industrie et du Commerce | Denzil Douglas        |
| Ministre du Tourisme, du Travail, de l'Aviation civile et du Développement urbain                                                              | Marsha Henderson (en) |
| Ministre du Développement durable, de l'Environnement, de l'Action pour le climat et de l'Autonomisation des électeurs                         | Joelle Clarke (en)    |
| Ministre de la Promotion de la jeunesse, du Développement social, du Genre, du Vieillissement et des Handicaps                                 | Isalean Philip (en)   |
| Procureur général et ministre de la Justice et des Affaires juridiques                                                                         | Garth Wilkin          |
| Ministre des Infrastructures et Services publics, des Transports, de l'Information, de la Communication et de la Technologie et de la Poste    | Konris Maynard (en)   |
| Ministre de l'Agriculture, de la Pêche et des Ressources marines, des Coopératives, de l'Entrepreneuriat et de l'Économie créative             | Samal Duggins (en)    |